# Ad Beatissimi Apostolorum

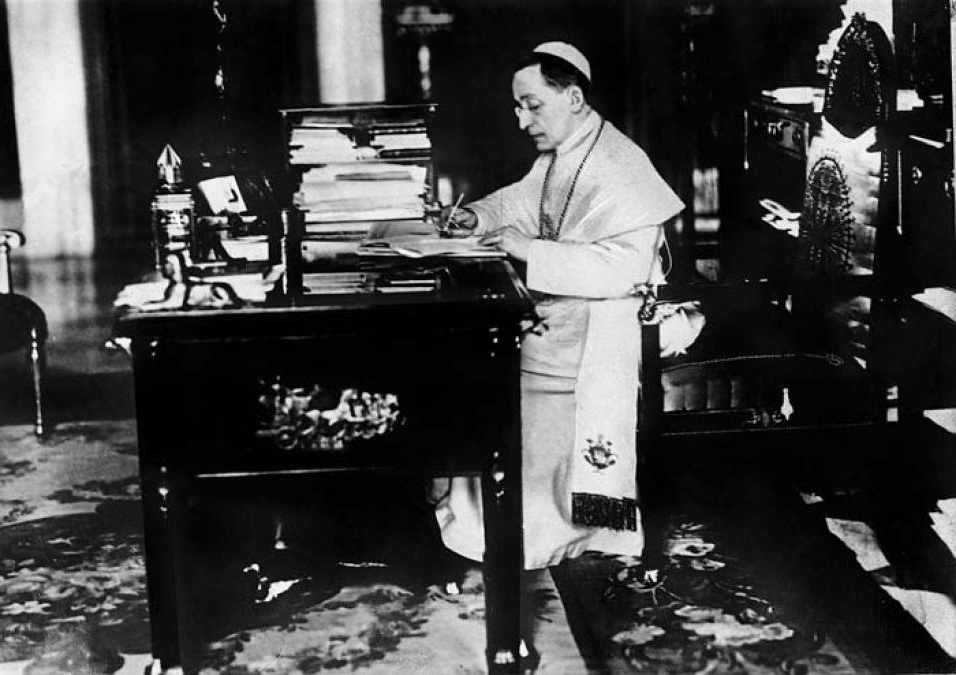
Paus Benedictus XV

Ad beatissimi Apostolorum (Latijn voor (Op de stoel) van de aller-zaligste van de apostelen) was de eerste encycliek van paus Benedictus XV, uitgevaardigd op 1 november 1914. In de encycliek riep de paus op tot een einde aan de Eerste Wereldoorlog.
Benedictus constateerde, dat de strijd een oorlog was tussen de rijkste en beschaafdste volken van de wereld waarvan de gevolgen desastreus zouden zijn voor de gehele maatschappij en de sociale orde. Hij wees erop, dat er andere manieren moesten zijn om conflicten tussen volkeren te beslechten dan alleen het gebruik van wapens.
In de encycliek ging Benedictus XV in op de diepliggende oorzaken waardoor er onvrede was ontstaan binnen de Westerse samenleving. Centraal daarbij stond de toenemende scheiding van kerk en staat waardoor er binnen de samenleving geen ruimte meer was voor de christelijke moraal. Het wegvallen van de rol van de kerk binnen de samenleving leidde tot:
- Afkeer van naastenliefde: hoewel de mens zich uitsprak over broederschap hadden vormen van rassenhaat de kop opgestoken. Ook was er jaloezie ontstaan tussen de volkeren onderling maar ook binnen de volkeren zelf, voortkomend uit afgunst tussen de sociale klassen en het prevaleren van de eigenliefde boven die van naastenliefde.[3] Benedictus kondigde aan, dat het zijn streven was om tijdens zijn pontificaat de liefdadigheid van Jezus Christus weer de hoogste prioriteit te geven.[4]
- Afkeer van het gezag: het ontbreken van respect voor het gezag in alle geledingen van de maatschappij resulteerde in insubordinatie en minachting van wetten en gewoontes. Leiders moesten zich ervan bewust worden, dat het aan hun opgedragen gezag gegeven was door God en dat zij daarvan geen misbruik mochten maken. Verloochening van hun goddelijke opdracht leidde slechts tot rebellie, die dan wel onderdrukt kon worden, maar het gedachtegoed van de mens kon daarbij nooit vernietigd worden. Ondergeschikten moesten zich er ook van bewust zijn, dat het nastreven van gelijke rechten irreëel was en dat alle vormen van verzet – vaak uitmondend in bloedige veldslagen – zinloos waren; verbetering van hun positie zou alleen mogelijk zijn door eigen inspanningen om bepaalde doelen te bereiken.[5]
- Onrechtvaardigheid tussen de klassen: hierbij verwees Benedictus naar de in zijn ogen dwaalleer van het socialisme en “andere doctrines”. Verschillen zullen er bestaan tussen de klassen, maar het is de taak van een ieder de kloof tussen de klassen te overbruggen door naastenliefde en het vertrouwen in elkaar tot wederzijdse hulp. “Zoals een jongere broer vertrouwt op de hulp en bescherming van zijn oudere broer”.[6]
- Geldzucht en bezit: dit gegeven beschouwde Benedictus als de belangrijkste reden voor de onvrede. In zijn ogen waren mensen meer geïnteresseerd in aardse bezittingen dan het eeuwige zielenheil. Geld en bezit leidden echter tot grote maatschappelijke verschillen, waardoor bepaalde groeperingen op onrechtmatige wijze deze wilde toe-eigenen

Opheffing van deze misstanden zou in de ogen van de paus moeten leiden tot de vrede. Om hierbij hulp te geven wees Benedictus XV erop dat zijn voorganger paus Pius X al verschillende aanzetten had gegeven die moesten leiden tot verbeteringen binnen de maatschappij. Zo had Pius X het aantal bisdommen aanzienlijk uitgebreid, katholieke organisaties aangemoedigd en aandacht besteed aan opleidingen van priesters. Ook Benedictus XV wilde bijdragen aan de verbeteringen.
Zo riep hij de geestelijken van de Katholieke Kerk op, de eenheid binnen de Kerk en het geloof te behouden, zodat tegenstanders geen misbruik konden maken van eventuele twisten binnen de Kerk. In lijn met Pius X werden alle modernistische ideeën resoluut van de hand gewezen, omdat “modernisme de synthese was van alle ketterijen”. Alle geestelijken werden opgeroepen trouw te blijven aan de grondbeginselen van de kerkelijke leer en het geloof en elke vorm van modernisme te verwerpen. Trouw aan bisschoppen was daarbij een belangrijke voorwaarde, omdat de taak van bisschoppen gegeven was door een goddelijke autoriteit. Bovendien was de taak van de bisschop in de moderne tijd des te moeilijker omdat hij tegenstand moest bieden aan modernistische ideeën.
Benedictus XV sprak tevens de hoop uit, dat de wereld zich bewust zou worden van de autonomie van het gezag van de paus. Hierbij hoopte hij dat er op korte termijn een oplossing gevonden zou worden voor de positie van de paus. Vooral sprak hij echter de hoop uit, dat aan de oorlog een snel einde zou komen, waarbij hij opriep om de hulp van de Maagd Maria aan te roepen.